# Río Shuyuk
El río Shuyuk (del ruso: Шуюк) es un corto río del distrito de Lázarevskoye de la unidad municipal de la ciudad-balneario de Sochi del krai de Krasnodar de Rusia. 

## Curso
Tiene una longitud de 9 km. Nace las estribaciones más occidentales del Cáucaso, en las primeras cordilleras desde el mar, al oeste de Nadzhigo y discurre durante su curso alto en dirección predominantemente sursudoeste. Poco después de nacer, a los 2 km, recibe un pequeño arroyo en su orilla izquierda, su principal afluente. Sigue en dirección suroeste hasta su desembocadura en el mar Negro sin atravesar ninguna localidad, aunque su desembocadura se halla en el término de Vishniovka y hay algunas casas.